# 油坊湾水库
油坊湾水库是中国湖北省襄阳市枣阳市境内的一座水库，位于滚河支流油坊河上，建于1967年。水库正常库容为1107万立方米，集雨面积为25平方千米，海拔为139.5米。